# Agnes Yewande Savage

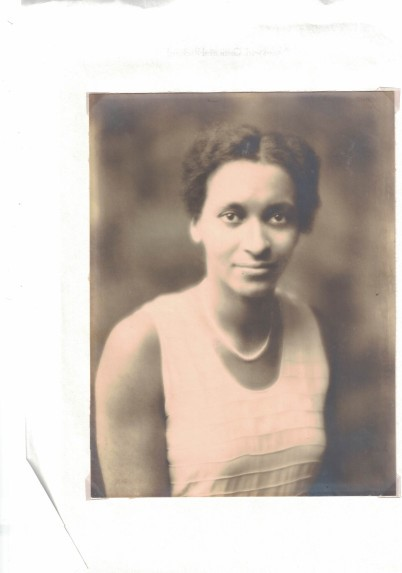
Agnes Yewande Savage

Agnes Yewande Smith Bowie Savage (* 21. Februar 1906 in Edinburgh, Schottland; † 1964 in Hertfordshire, England) war eine britisch-nigerianische Medizinerin. Sie war die erste westafrikanische Frau, die einen Universitätsabschluss in Medizin erhielt.

## Leben und Werk
Savage war die Tochter des nigerianischen Arztes und Zeitungsverlegers Richard Akinwande Savage und Maggie S. Bowie. Ihr Vater behauptete, von einem befreiten Sklaven aus Egba im Südwesten des heutigen Nigeria abzustammen. Er war als Medizinstudent nach Edinburgh gekommen und heiratete dort 1899 Maggie S. Bowie, die Tochter eines schottischen Eisendrehers. Er war einer der ersten, der die Unabhängigkeit Nigerias forderte, und er war ein Freund von Nnamdi Azikiwe, der 1963 der erste Präsident Nigerias wurde.
1919 bestand Savage die Prüfungen der Royal Academy of Music und gewann 1923 ein Stipendium für kostenlosen Unterricht am George Watson’s Ladies College. Sie bestand dort das Scottish Higher Education Leaving Certificate, das ihr die Immatrikulation an der Universität Edinburgh ermöglichte.
Savage schrieb sich dann an der Universität von Edinburgh ein, um Medizin zu studieren. In ihrem vierten Studienjahr erhielt sie Auszeichnungen in allen Fächern, gewann einen Preis in „Hautkrankheiten“ und als erste Frau in Edinburgh eine Medaille in Gerichtsmedizin. Außerdem wurde ihr 1929 der Dorothy Gilfillan Memorial Prize als beste Absolventin verliehen. Nach ihrem Abschluss im Alter von 23 Jahren war sie die erste westafrikanische Frau, die eine Ausbildung in Schulmedizin absolviert hatte.

## Medizinische Tätigkeiten
1930 zog sie zu ihrem Vater nach Westafrika und diente dort als Junior Medical Officer in der damaligen Goldküste, dem heutigen Ghana. Aufgrund ihrer Hautfarbe weigerte sich das Kolonialamt, sie als in Europa ausgebildete Ärztin anzuerkennen, und so wurde sie als örtliche Angestellte bezahlt und in den Bedienstetenunterkünften des Krankenhauses untergebracht. Obwohl sie besser qualifiziert war als die meisten ihrer männlichen Kollegen, erhielt sie weniger Sozialleistungen.

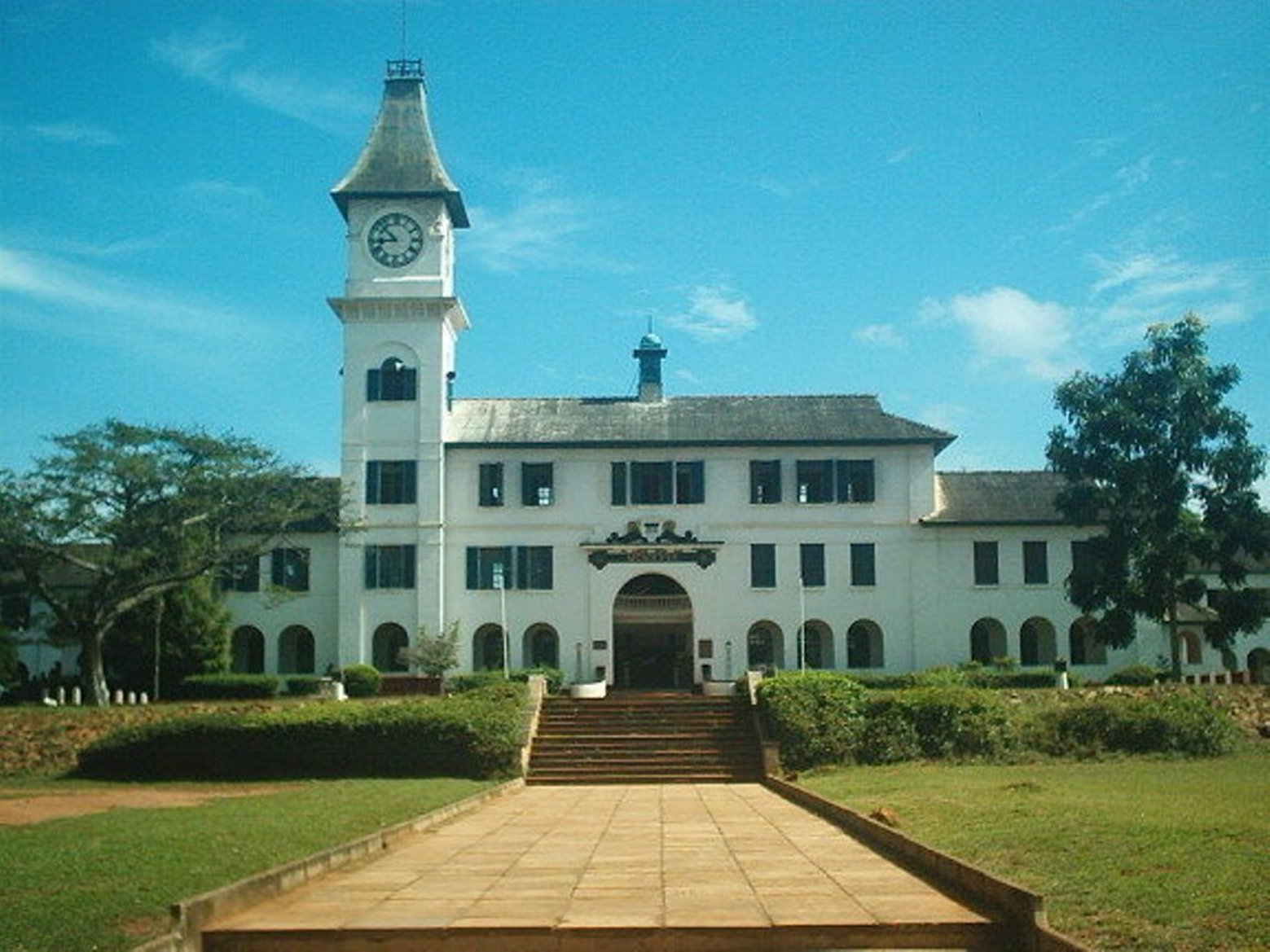
Verwaltungsgebäude der Achimota-Schule

Andrew Fraser, der Direktor der neu gegründeten Achimota-Schule in der Nähe der Hauptstadt Accra, wo zukünftige Führungskräfte der Goldküste ausgebildet werden sollten, wurde auf die Notlage von Savage aufmerksam. 1931 rekrutierte er sie sowohl als Lehrerin als auch als Sanitätsoffizierin. Fraser reichte ihren Fall beim Colonial Office ein und Savage erhielt einen europäischen Vertrag.
Dort arbeitete sie mit Susan Ofori-Atta auf der Krankenstation zusammen. Eine weitere westafrikanische medizinische Pionierin, die während Savages Amtszeit in Achimota studierte und anschließend nach Edinburgh ging, war Matilda J. Clerk, die als erste ghanaische Frau ein Universitätsstipendium erhielt, die zweite Ärztin in Ghana wurde und als vierte westafrikanische Frau eine Ausbildung zur Ärztin machen.
Nach 4 Jahren an der Achimota-Schule kehrte Savage zum kolonialen Sanitätsdienst zurück, um die Leitung der Kinderkliniken des Korle-Bu Teaching Hospital in Accra zu übernehmen. Gleichzeitig wurde sie zur stellvertretenden Ärztin der Entbindungsabteilung des Krankenhauses und zur Leiterin des Schwesternheims ernannt. Sie leitete die Ausbildungsschule für Krankenschwestern, des Korle-Bu Nurses Training College, wo ihr zu Ehren eine Krankenpflegestation benannt wurde.
Erst 1945 wurden Savage nach ausführlicher Korrespondenz mit dem Kolonialamt die gleichen Dienstbedingungen, Gehälter und Ruhestandsvoraussetzungen wie einer Europäerin angeboten.
Sie ging 1947 offiziell in den Ruhestand. Mit ihrer Freundin Esther Appleyard, die früher als Chief Education Officer in Ghana tätig war, lebte sie in Hertfordshire und kümmerte sich um den Sohn und die Tochter ihres Bruders Richard Gabriel Akinwande Savage.
Sie starb 1964 im Alter von 58 Jahren an einem Schlaganfall.